# Batarà pissarrós de Sooretama
El batarà pissarrós de Sooretama (Thamnophilus ambiguus) és una espècie d'ocell de la família dels tamnofílids (Thamnophilidae).

## Hàbitat i distribució
Habita la selva pluvial del sud-est del Brasil.